# Horvátország a 2014. évi téli olimpiai játékokon
Horvátország az oroszországi Szocsiban megrendezett 2014. évi téli olimpiai játékok egyik részt vevő nemzete volt. Az országot az olimpián 3 sportágban 11 sportoló képviselte, akik összesen 1 érmet szereztek.

## Érmesek
| Érem  | Versenyző      | Sportág  | Versenyszám     |
| ----- | -------------- | -------- | --------------- |
| Ezüst | Ivica Kostelić | Alpesisí | Férfi összetett |

## Alpesisí
Férfi
| Versenyző          | Versenyszám            | 1. futam      | 1. futam      | 2. futam      | 2. futam      | Összesítés | Összesítés |
| Versenyző          | Versenyszám            | Idő           | Hely.         | Idő           | Hely.         | Idő        | Helyezés   |
| ------------------ | ---------------------- | ------------- | ------------- | ------------- | ------------- | ---------- | ---------- |
| Natko Zrnčić-Dim   | Lesiklás               |               |               |               |               | 2:09,80    | 29.        |
| Natko Zrnčić-Dim   | Műlesiklás             | 50,64         | 35.           | nem ért célba | nem ért célba | kiesett    | kiesett    |
| Natko Zrnčić-Dim   | Szuperóriás-műlesiklás |               |               |               |               | 1:19,75    | 19.        |
| Dalibor Šamšal     | Műlesiklás             | 50,71         | 36.           | 58,28         | 18.           | 1:48,99    | 18.        |
| Matej Vidović      | Műlesiklás             | 51,74         | 42.           | 1:06,07       | 33.           | 1:57,81    | 28.        |
| Ivica Kostelić     | Műlesiklás             | 48,75         | 21.           | 55,36         | 8.            | 1:44,11    | 9.         |
| Ivica Kostelić     | Óriás-műlesiklás       | 1:23,87       | 30.           | 1:25,81       | 27.           | 2:49,68    | 27.        |
| Ivica Kostelić     | Szuperóriás-műlesiklás |               |               |               |               | 1:20,19    | 24.        |
| Sebastian Brigovic | Óriás-műlesiklás       | 1:25,82       | 38.           | 1:26,43       | 35.           | 2:52,25    | 34.        |
| Filip Zubcic       | Óriás-műlesiklás       | nem ért célba | nem ért célba | kiesett       | kiesett       | kiesett    | kiesett    |

| Versenyző        | Versenyszám | Lesiklás | Lesiklás | Műlesiklás | Műlesiklás | Összesítés | Összesítés |
| Versenyző        | Versenyszám | Idő      | Hely.    | Idő        | Hely.      | Idő        | Helyezés   |
| ---------------- | ----------- | -------- | -------- | ---------- | ---------- | ---------- | ---------- |
| Ivica Kostelić   | Összetett   | 1:54,17  | 7.       | 51,37      | 3.         | 2:45,54    |            |
| Natko Zrnčić-Dim | Összetett   | 1:55,26  | 19.      | 51,80      | 6.         | 2:47,06    | 10.        |

Női
| Versenyző        | Versenyszám      | 1. futam      | 1. futam      | 2. futam      | 2. futam      | Összesítés | Összesítés |
| Versenyző        | Versenyszám      | Idő           | Hely.         | Idő           | Hely.         | Idő        | Helyezés   |
| ---------------- | ---------------- | ------------- | ------------- | ------------- | ------------- | ---------- | ---------- |
| Andrea Komšić    | Műlesiklás       | 1:00,82       | 39.           | 57,78         | 32.           | 1:58,60    | 33.        |
| Andrea Komšić    | Óriás-műlesiklás | 1:24,24       | 38.           | 1:22,37       | 35.           | 2:46,61    | 35.        |
| Sofija Novoselić | Műlesiklás       | nem ért célba | nem ért célba | kiesett       | kiesett       | kiesett    | kiesett    |
| Sofija Novoselić | Óriás-műlesiklás | 1:24,25       | 39.           | nem ért célba | nem ért célba | kiesett    | kiesett    |

## Sífutás
Férfi
| Versenyző | Versenyszám | Selejtező | Selejtező | Negyeddöntő | Negyeddöntő | Elődöntő | Elődöntő | Döntő     | Döntő    |
| Versenyző | Versenyszám | Idő       | Hely.     | Idő         | Hely.       | Idő      | Hely.    | Idő       | Helyezés |
| --------- | ----------- | --------- | --------- | ----------- | ----------- | -------- | -------- | --------- | -------- |
| Edi Dadić | 15 km       |           |           |             |             |          |          | 43:38,8   | 60.      |
| Edi Dadić | 30 km       |           |           |             |             |          |          | 1:19:31,5 | 65.      |
| Edi Dadić | 50 km       |           |           |             |             |          |          | 2:02:35,5 | 58.      |
| Edi Dadić | Sprint      | 3:52,89   | 69.       | kiesett     | kiesett     | kiesett  | kiesett  | kiesett   | 69.      |

Női
| Versenyző     | Versenyszám | Selejtező | Selejtező | Negyeddöntő | Negyeddöntő | Elődöntő | Elődöntő | Döntő     | Döntő    |
| Versenyző     | Versenyszám | Idő       | Hely.     | Idő         | Hely.       | Idő      | Hely.    | Idő       | Helyezés |
| ------------- | ----------- | --------- | --------- | ----------- | ----------- | -------- | -------- | --------- | -------- |
| Vedrana Malec | 10 km       |           |           |             |             |          |          | 33:42,3   | 59.      |
| Vedrana Malec | 15 km       |           |           |             |             |          |          | 45:52,1   | 59.      |
| Vedrana Malec | 30 km       |           |           |             |             |          |          | 1:24:13,4 | 53.      |
| Vedrana Malec | Sprint      | 2:54,60   | 61.       | kiesett     | kiesett     | kiesett  | kiesett  | kiesett   | 61.      |

## Snowboard
Akrobatika
| Versenyző    | Versenyszám  | Selejtező | Selejtező | Selejtező | Elődöntő | Elődöntő | Elődöntő | Döntő    | Döntő    | Helyezés |
| Versenyző    | Versenyszám  | 1. futam  | 2. futam  | Hely.     | 1. futam | 2. futam | Hely.    | 1. futam | 2. futam | Helyezés |
| ------------ | ------------ | --------- | --------- | --------- | -------- | -------- | -------- | -------- | -------- | -------- |
| Morena Makar | Női halfpipe | 44,75     | 22,75     | 13.       | kiesett  | kiesett  | kiesett  | kiesett  | kiesett  | 24.      |